# Понте ди Серавале (Пистоја)
Понте ди Серавале је насеље у Италији у округу Пистоја, региону Тоскана.
Према процени из 2011. у насељу је живело 894 становника. Насеље се налази на надморској висини од 41 м.